# Jessica Capshaw
Pour les articles homonymes, voir Capshaw.
Jessica Capshaw  est une actrice américaine, née le 9 août 1976 à Columbia dans le Missouri.

## Biographie

### Enfance et formation
Fille de Robert Capshaw, directeur commercial, et de l'actrice Kate Capshaw (notamment célèbre pour son rôle de Willie Scott dans Indiana Jones et le Temple maudit), elle se passionne dès son plus jeune âge, pour la comédie. Après avoir été diplômée de la Harvard-Westlake School en 1994 et de l'université Brown en 1998, elle suit les cours de la Royal Academy of Dramatic Art (RADA) à Londres.
Sa mère est remariée depuis 1991 avec le réalisateur Steven Spielberg.

### Débuts
Après quelques rôles mineurs, dont un premier récurrent pour la série télévisée éphémère Merci les filles, de 1999 à 2000, elle décroche son premier rôle significatif au cinéma, en 2001, dans le film d'horreur Mortelle Saint-Valentin aux côtés notamment de David Boreanaz, qu'elle croise quelques années plus tard dans Bones. L'année suivante, elle tient un petit rôle de policière dans Minority Report, réalisé par son beau-père Steven Spielberg.
2002 est aussi l'année ou elle décroche le rôle qui s'avère être un accélérateur de carrière. Elle incarne Jamie Stringer, dans les deux dernières saisons de la série à succès, The Practice : Bobby Donnell et Associés. Son personnage, d'abord hésitant, arrive à se faire une place parmi ses collègues et gagne leur respect.
Après l'arrêt de The Practice, l'actrice intervient dans un épisode de la série Into the West ainsi que deux épisodes de Bones. Elle y joue le rôle Rebecca Stinson, l'ex-petite amie et la mère du fils de Seeley Booth, l'un des protagonistes principaux.
En 2007, elle joue durant quelques épisodes dans la série The L Word. Elle incarne Nadia une étudiante d'une faculté d'art qui drague Bette Porter.

### Révélation télévisuelle

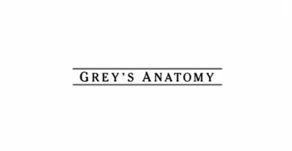
Logo de la série télévisée Grey's Anatomy.

En 2009, elle devient un des personnages principaux de la série médicale Grey's Anatomy. Il a d'abord été rapporté, en décembre 2008, que Jessica Capshaw rejoignait le drama médical en tant qu'Arizona Robbins, une chirurgienne pédiatrique pour trois épisodes de la saison 5. La créatrice Shonda Rhimes, lui prolonge son contrat à la suite des retours positifs du public, pour apparaître dans les épisodes restants et intervenir de manière régulière. À partir de la saison 6, elle rejoint finalement la distribution principale.

Son personnage a été créé comme l’objet de l’affection de Callie Torres (interprétée par Sara Ramírez). La créatrice a été heureuse de l'alchimie entre Robbins et Torres, citant l'ajout de Jessica Capshaw au casting comme étant l'élément de la saison dont elle était la plus fière. Parlant de ce nouvel ajout, Shonda Rhimes développe : 

« J'adore Jessica Capshaw, et quand je dis que j'aime, cela veut dire que j'aime. Elle ne pouvait pas être une personne plus merveilleuse et je trouve que l'alchimie entre Arizona et Callie ressemble à celle de Meredith et Derek. Je les trouve délicieuses à regarder. »

 Les premières réactions des médias par rapport au personnage ont été positives. Matt Mitovich du TV Guide se décrit comme un de ses fans et Chris Monfette pour IGN a salué l'ajout de nouveaux personnages frais, comme Robbins au cours de la saison,.
Pendant des années, l'actrice reste fidèle au succès populaire que rencontre cette série. Elle est néanmoins apparue dans le rôle principal du téléfilm dramatique La Colère de Sarah, en 2010, puis a prêté sa voix à l'un des personnages du film d'animation The Hero of Color City en 2014.
Le 8 mars 2018, elle annonce qu’elle quitte la série après 9 saisons. Une décision émanant des productrices, Shonda Rhimes et Krista Vernoff, qui se séparent dans le même temps, de l’actrice Sarah Drew incarnant April Kepner pour « raisons artistiques ».
En 2020, elle rejoint le casting de la comédie romantique Holidate de John Whitesell aux côtés de Emma Roberts, Luke Bracey, Jake Manley, King Bach, Frances Fisher, Manish Dayal et Kristin Chenoweth.

### Vie privée
Jessica Capshaw est la belle-fille de Steven Spielberg, du fait du remariage de sa mère avec le réalisateur. Au total, Jessica Capshaw a six frères et sœurs des différentes relations de ses parents, dont l'actrice et musicienne Sasha Spielberg.
Elle est mariée avec Christopher Gavigan, créateur de l'association Healthy Child Healthy World, depuis le 22 mai 2004. Le couple a eu quatre enfants : Luke Hudson (né le 8 septembre 2007), Eve Augusta (née le 20 octobre 2010), Poppy James (née le 20 juin 2012) et Josephine Kate (née le 2 mai 2016).
Son mari est également le cofondateur de l'entreprise The Honest Company, avec Jessica Alba.
Jessica est la marraine de la fille de Sasha Alexander, Lucia Sofia, et Sasha est la marraine du fils de Jessica, Luke.
Elle parle anglais, allemand et elle a quelques notions d’écossais, de wallon et de français.

## Filmographie

### Cinéma
- 1997 : Kansas Blues (The Locusts) de John Patrick Kelley : Patsy
- 1999 : All About Sex de Adam Rifkin : Marcia
- 1999 : Destinataire inconnu (The Love Letter) de Peter Ho-Sun Chan : Kelly
- 2000 : Big Time, court métrage de Douglas Petrie : Claire
- 2000 : Killing Cinderella de Lisa Abbatiello : Beth
- 2001 : Mortelle Saint-Valentin (Valentine) de Jamie Blanks : Dorothy Wheeler
- 2002 : Minority Report de Steven Spielberg : Evanna
- 2002 : The Mesmerist de Gilbert Cates Jr. : Daisy Valdemar
- 2003 : Hôtesse à tout prix (View From the Top) de Bruno Barreto : une hôtesse de l’air (non créditée)
- 2006 : The Groomsmen (en) d'Edward Burns : Jen
- 2014 : The Hero of Color City de Frank Gladstone : Duck (voix)
- 2020 : Holidate de John Whitesell : Abby
- 2022 : Ambulance de Michael Bay : Rosie Thornton

### Télévision

#### Téléfilms
- 2007 : Présomption d'innocence de Louis Bolduc : Cassie Stewart

- 2010 : La Colère de Sarah (One Angry Juror) de Paul A. Kaufman : Sarah Walsh

#### Séries télévisées
- 1999 : Urgences (ER) : Sally McKenna (saison 5, épisode 19)
- 1999 - 2000 : Merci les filles (Odd Man Out) : Jordan (saison 1, 13 épisodes)
- 2001 : The Back Page : rôle inconnu (pilote non retenu)
- 2002 : Romeo Fire : rôle inconnu (pilote non retenu)
- 2002 - 2004 : The Practice : Jamie Stringer (44 épisodes)
- 2005 : Into the West : Rachel Wheeler (saison 1, épisode 2)
- 2006 : Thick and Thin : Mary (pilote non retenu)
- 2006 : Bones : Rebecca Stinson (saison 2, épisodes 2 et 5)
- 2007 : The L Word : Nadia Karella (saison 4, épisodes 2, 3 et 4)
- 2007 : Untitled David Kohan/Max Mutchnick TV Project : Melanie (pilote non retenu)
- 2009 : Head Case : rôle inconnu (saison 3, épisode 3)
- 2009 - 2018 : Grey's Anatomy : Dr Arizona Robbins (224 épisodes - récurrente saison 5, principale saisons 6 à 14)

## Voix françaises
En France, Véronique Alycia est la voix régulière de Jessica Capshaw.
- Véronique Alycia[8] dans : 
  - The Practice : Donnell et Associés (série télévisée)
  - Into the West (série télévisée)
  - Bones (série télévisée)
  - The L Word (série télévisée)
  - Grey's Anatomy (série télévisée)
  - Présomption d'innocence (téléfilm)
  - La Colère de Sarah (téléfilm)
  - Holidate

- Edwige Lemoine[9] dans :
  - Mortelle Saint-Valentin
  - Minority Report

Et aussi
- Michèle Lituac dans Merci les filles[8] (série télévisée)
- Julie Dumas dans Petit mariage entre amis[9]